# Maria Beatrice af Savoyen
Maria Beatrice af Savoyen (italiensk: Maria Beatrice Vittoria Giuseppina di Savoia) (født 6. december 1792 i Torino, Kongeriget Sardinien, død 15. september 1840 i Kongeriget Lombardiet-Venetien) var prinsesse af Savoyen og Sardinien, gennem sit ægteskab blev hun hertuginde af Modena. 

## Forfædre
Maria Beatrice af Savoyen var datter af kong Viktor Emanuel 1. af Sardinien-Piemont.
Hun var barnebarn af Maria Antonia af Spanien, kong Viktor Emanuel 1. af Sardinien-Piemont og Ferdinand af Østrig-Este. 
Maria Beatrice var oldebarn af kong Karl Emmanuel 3. af Sardinien-Piemont, Elisabeth Farnese, kong Filip 5. af Spanien, kejserinde Maria Theresia af Østrig og den tysk-romerske kejser Frans 1. Stefan. 

## Familie
I 1812 gav paven en dispensation, så hun kunne blive gift med sin morbror (Frans 4. af Østrig-Este og Modena), der blev hertug i Modena, da franskmændene sig ud i 1814.
Frans 4. var søn af Ferdinand af Østrig-Este (1754-1806) samt sønnesøn af kejserinde Maria Theresia af Østrig og den tysk-romerske kejser Frans 1. Stefan
Maria Beatrice og Frans 4. fik fire børn:
- Maria Theresia (1817–1886) var gift med en sønnesøn af kong Karl 10. af Frankrig. Ægteskabet var barnløst. Frem til sin død i 1883 var hendes mand prætendent til den franske trone.
- Frans 5. (1819–1875) var hertug af Modena i 1846–1859. Han var gift med en datter af Ludvig 1. af Bayern. Ægteskabet var barnløst.
- Ferdinand Karl Viktor (1821–1849) var gift med Elisabeth Franziska af Østrig-Ungarn. De fik een datter: Marie Therese af Østrig-Este (1849–1919), (gift med kong Ludwig 3. af Bayern).
- Maria Beatrix (1824–1906) var gift med Don Juan Carlos María Isidro de Borbón (Juan, greve af Montizón), der var carlisternes tronprætendent i 1860–1868, og fransk prætendent i 1883–1887. Maria Beatrix og Don Juan Carlos fik to sønner.